# 朝日のあたる家
「朝日のあたる家」（あさひのあたるいえ、英: The House of the Rising Sun）は、アメリカ合衆国の伝統的なフォークソング。
“Rising Sun Blues”とも呼称される。娼婦に身を落とした女性が半生を懺悔する歌で、暗い情念に満ちた旋律によって注目された。"The House of the Rising Sun" とは、19世紀に実在した娼館、または刑務所のことを指すという説があるが、確証はない。「朝日楼 / 朝日樓」とも表記する。

## 起源と初期のバージョン
多くのトラディショナルなフォーク・バラードと同じく作者不詳であるが、1930年代には原型と見られる録音がいくつか残されている。現存する最古の音源はクラレンス・アシュレイ (Clarence "Tom" Ashley) らが1933年に録音したもので、アシュレイはそれを祖父から教わったものだと述べている。また、アメリカ議会図書館のアーカイブ・オブ・アメリカン・フォーク・ソングの研究員アラン・ローマックスは、ジョージア・ターナー (Georgia Turner) という16才の少女が唄った "The Risin' Sun Blues" を1937年9月15日に録音、収集している。
その後、歌い継がれるうちに詞や曲調に変化が加えられ、ジョシュ・ホワイトなどは元々メジャー調だったものを、マイナー調にアレンジしている。
1941年にウディ・ガスリー、1948年にレッドベリー、1960年にジョーン・バエズがレコーディングしており、デイヴ・ヴァン・ロンクも1960年代初頭、ロマックスの音源に自らのアレンジを加え自身の重要なレパートリーとしていた。

## ボブ・ディラン・バージョン
ボブ・ディランが、デビュー・アルバム『ボブ・ディラン』（1962年）の中でこの曲を取り上げ、真に迫ったボーカルが高く評価された。レコーディング以前の、クラブやコーヒーハウスで演奏していた時期からこの曲をレパートリーにしており、1961年9月の「ニューヨーク・タイムズ」に掲載されたロバート・シェルトンによるコンサート・レヴューでは、彼がこの曲を不明瞭な発声で唸ったりすすり泣いたりしながら唄う様子が紹介されている。
後にアニマルズのバージョンがヒットすると、聴衆はディランにもアニマルズのようなアレンジで演奏することを求めたため、ディランはコンサートでこの曲を取り上げることを止めてしまった。しかし、ディラン本人はアニマルズのバージョンを大変気に入っており、彼がロックサウンドを導入する切掛けの一つになったという。
ディランのドキュメンタリー映画『ノー・ディレクション・ホーム』（2005年）の中で、デイヴ・ヴァン・ロンクがインタビューに答え、この曲をレコーディングするつもりであったのだが、ディランがその編曲アレンジをロンクからコピーし、先にレコーディングされてしまった、と発言している（ロンクも、すぐ後に自身のアルバムに収録）。

## アニマルズ・バージョン
アニマルズは1964年6月にシングルとしてリリース。プロデューサーはミッキー・モスト。同年9月にビルボードのヒットチャートで3週連続1位になり、イギリス、スウェーデン、カナダのチャートでも1位を記録した。日本の『ミュージック・マンスリー』誌に掲載されていた洋楽チャートでは、最高位2位を記録した。
1999年にグラミーの殿堂入りを果たし、2004年には『ローリング・ストーン』誌が選んだ「ローリング・ストーンの選ぶオールタイム・グレイテスト・ソング500」で122位となった。ロックの殿堂の「ロックン・ロールの歴史500曲」の1曲にも選出されている。
原曲の歌詞が女性から男性に代えられていることから、"The House of the Rising Sun" は刑務所もしくは少年院を指すと解釈されるようになった。アレンジは、エレクトリック・ギターのアルペジオが印象的なロック・アレンジで、“最初のフォークロック” であるとも言われる。レコードのクレジットには、編曲家としてアラン・プライスが記載されているが、これは「他のメンバーの名前を書くスペースがなかったからだ」とエリック・バードンがインタビューで答えている。ディランのバージョンを基にしていると言われることが多いが、エリックによれば、この曲を初めて聴いたのは、ニューカッスル・アポン・タインのクラブでフォーク・シンガーのジョニー・ハンドルが唄っていたものであるという。ただしデイヴ・ヴァン・ロンクのアレンジが完全に払拭されているともいえず、ロンクは自分のアレンジを基にしていると主張している。

## フリジッド・ピンク・バージョン
デトロイトを拠点とするバンド、フリジッド・ピンクが1970年にシングルとしてリリース。「ビルボード Hot 100」でチャート最高7位、全英シングル・チャートで4位、カナダで3位、西ドイツで1位、ノルウェーで1位を記録した。1970年5月、RIAAよりゴールド・ディスクに認定されている。
サウンドはサイケデリック・ミュージックのスタイルだが、メロディーはほぼアニマルズを踏襲している。

## その他のバージョン
- マリアンヌ・フェイスフル - 1965年のアルバム『Come My Way』収録
- ザ・マウンテン・プレイボーイズ  - 1965年のアルバム『カントリー&ウエスタン・トップ・ヒッツ』収録
- ザ・ベンチャーズ - 1964年のアルバム『Walk,Don't Run Vol.2』ほか収録
- ノーキー・エドワーズ - 1990年のアルバム『VOL.2 THE GREATEST HITS OF THE VENTURES』、1972年のアルバム『Again!』収録
- ジョーディー
- フリジッド・ピンク
- ドリー・パートン
- ニーナ・シモン
- ボン・ジョヴィ
- シニード・オコナー
- ジョニ・ミッチェル
- サンタ・エスメラルダ
- ダニー飯田とパラダイス・キング - 1964年11月シングル『朝日のあたる家』（日本語詞：漣健児）収録
- ザ・ピーナッツ - 1965年7月発売 アルバム『アモーレ・スクーザミ』収録
- 内田裕也+尾藤イサオ - 1965年12月発売 アルバム『レッツ・ゴー・モンキー』（演奏:ブルージーンズ、ブルー・コメッツ）収録
- 寺内タケシとブルージーンズ - 1964年発売アルバム『ビート！ビート！ビート！Vol.1』収録
- ザ・モップス - 1970年8月25日発売 シングル『朝日のあたる家』収録
- 浅川マキ - 1971年6月15日新宿花園神社LIVE録音。同9月5日発売 アルバム『MAKI II』（日本語詩：浅川マキ）収録
- 藤圭子 - 1971年7月5日サンケイホール20才の誕生日リサイタル。同10月5日発売 アルバム『藤圭子リサイタル』収録
- 西城秀樹 - 1974年アルバム『秀樹!エキサイティング・ポップス』収録
- 山口百恵 - 1975年8月28日 - 31日新宿コマ劇場LIVE「百恵ちゃん祭り」。同10月1日発売 アルバム『百恵ちゃん祭りより』収録
- 沢田研二 - 1976年のTBS番組「セブンスターショー」で歌唱。2021年のDVD『沢田研二 TBS PREMIUM COLLECTION』収録
- すずき・きよし - 1978年LIVEアルバム『ホーボーの子守唄』収録
- 高田渡 - 1999年1月20日 LIVEアルバム『Best Live』収録
- ちあきなおみ - 2003年4月23日発売 アルバム『VIRTUAL CONCERT 2003』収録（音源録音年月日不明）
- 吉井和哉 - 2013年1月23日発売 ベスト・アルバム『18』収録
- 美川憲一 - 2020年10月7日発売 アルバム『全曲集〜夜の花・さそり座の女〜』収録
- 佐藤浩市 - 2021年12月10日発売 アルバム『役者唄 60 ALIVE』収録
- あべ尚乙美
- 張少林

## 備考
本作の拍節は4⁄4拍子ではなく、3⁄4拍子で構成されている。6⁄8拍子・12⁄8拍子の可能性もある。
JASRACに於いては2017年現在、オリジナル版は外国作品／出典：Z (各種参考資料) ／作品コード 0O6-0896-5 HOUSE OF THE RISING SUN THE /ORIGINAL/ として登録。作曲作詞〔ママ〕はTRADITIONALとされ、PD状態で登録されている。
浅川マキの日本語詩による版は、内国作品／出典：PO (出版者作品届) ／作品コード 000-9581-8 朝日楼 として登録。“朝日のあたる家” は副題とされている。作詞・作曲：PD、訳詞〔ママ〕：浅川マキ、出版者は音楽出版ジュンアンドケイとなっている。
他にも別バージョンが多数存在し、作品毎に作詞・作曲の表記が “TRADITIONAL“、”PD“、”アメリカ民謡” などと異なって登録されている。
テレビ東京の番組の「ゴッドタン」内で、この曲の歌詞にインスパイアを受けて阿佐ヶ谷姉妹の渡辺江里子が執筆したドラマ「朝陽のあたる家」が演じられた。また、このドラマ中にも、ちあきなおみバージョンおよび主演を務めた渡辺が本曲を唄うシーンがあった。
ヴィム・ヴェンダース監督の映画「PERFECT DAYS」で、スナックのママを演じる石川さゆりが唄うシーンがある（日本語歌詞は浅川マキのバージョン）。